# Lycée Lalande
Le lycée Lalande est une institution d'enseignement secondaire situé à Bourg-en-Bresse (France). Un collège fondé par les Jésuites en 1649 passe en différentes mains lorsque la Compagnie de Jésus est bannie de France. Il devient le Lycée Lalande à la fin du XIXe siècle.
Le portail du XVIIIe siècle fait l'objet d'une inscription au titre des Monuments historiques depuis le 13 mars 1950 ; la chapelle (inclusion faite du portail et la de la sacristie) fait, elle, l'objet d'un classement au titre des Monuments historiques, depuis le 21 mars 1983.
Le lycée fut nommé en hommage à Joseph Jérôme Lefrançois de Lalande, astronome français.
Le lycée Lalande est le seul établissement civil de France titulaire de la Médaille de la Résistance française.

## Histoire récente

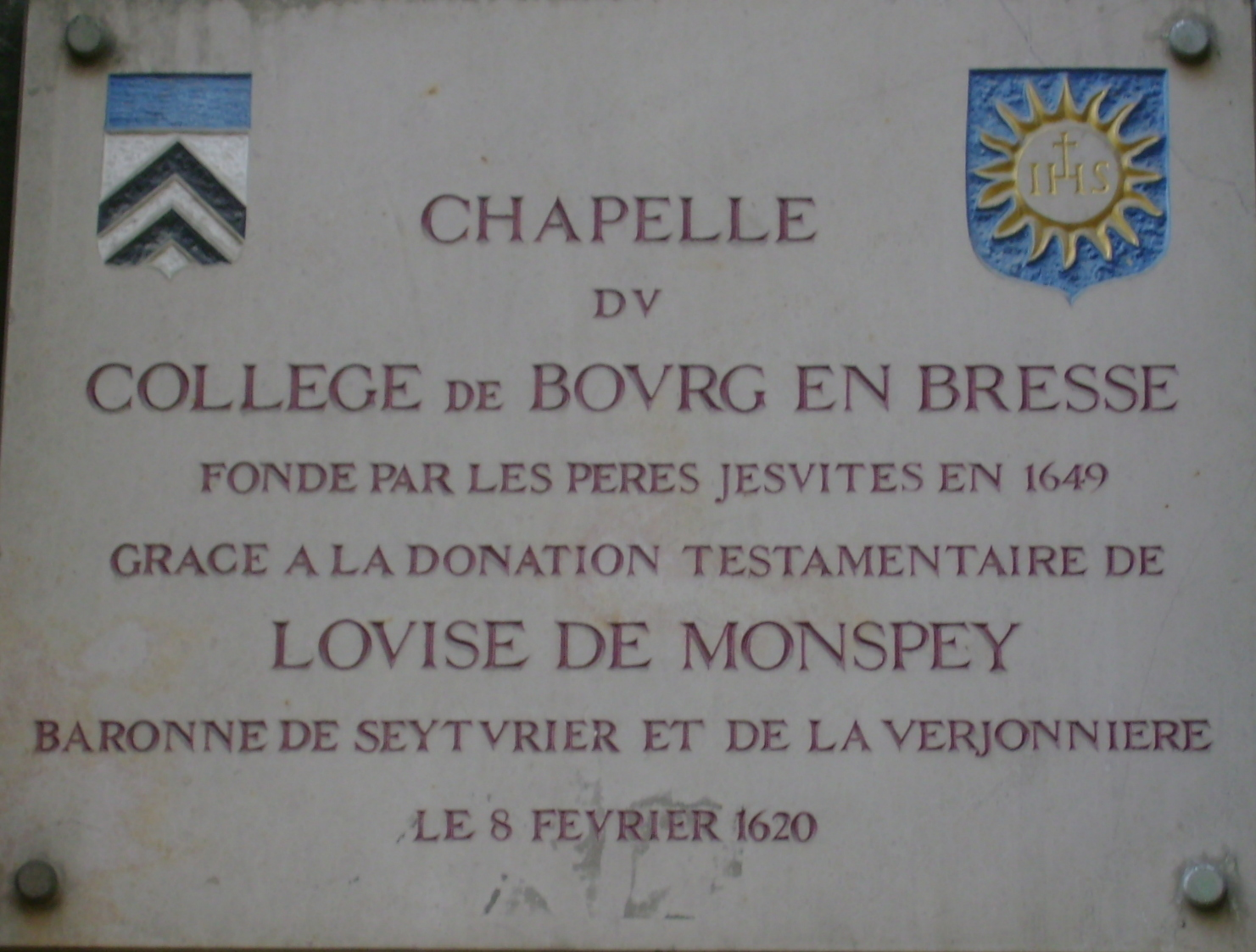
Plaque commémorative de la chapelle des Jésuites, au lycée Lalande.

Les premiers bâtiments sont construits au XVIIe siècle par les Jésuites, notamment une chapelle qui reste le seul édifice d'art baroque de la ville de Bourg.
Après le bannissement des Jésuites du royaume de France (1762), l'établissement sera successivement collège parlementaire, école centrale du département de l'Ain, à nouveau collège sous la Restauration, et enfin lycée impérial à partir de septembre 1856 sous Napoléon III. Après 1870, on parle du lycée de Bourg, le nom de Lalande n'est donné qu'en 1889.
Nombreux sont les élèves ou les professeurs célèbres ayant étudié au lycée: André-Marie Ampère, Gustave Doré, Gabriel Vicaire, Étienne Gilson, Henri Bosco, Paul Nizan, qui y enseigna la philosophie, ou François-Yves Guillin, résistant.
Dans la première partie du XXe siècle, la scolarisation des garçons était continue depuis la 11e jusqu'à la terminale. On construit alors deux bâtiments plus récents. Les salles d'arts plastiques restent dans la chapelle du lycée jusqu'à ce que cette dernière soit rattachée à la municipalité de Bourg-en-Bresse.

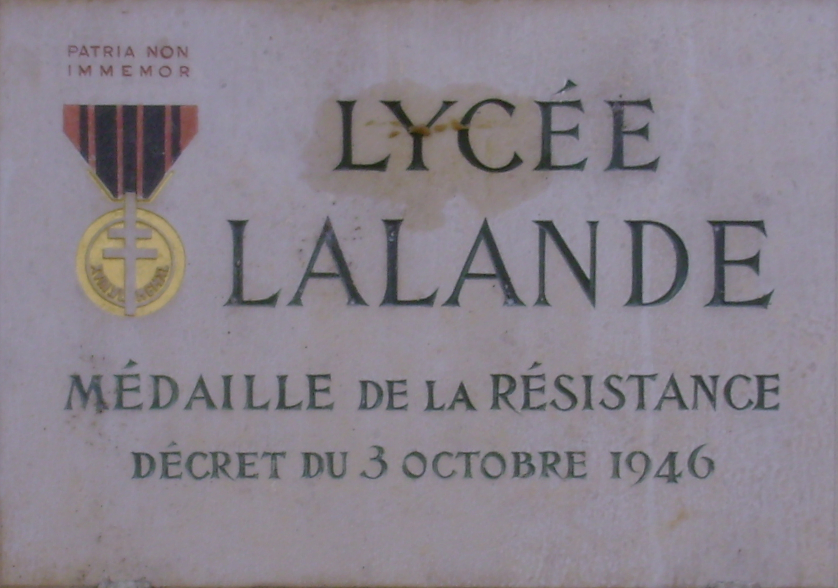
Médaille de la Résistance, décret du 3 octobre 1946. Plaque apposée sur le lycée.

Le Lycée Lalande fut un endroit important de la résistance pendant la Seconde Guerre mondiale, période durant laquelle des élèves et des professeurs furent arrêtés. Cela vaut au lycée d'être le seul établissement civil de France titulaire de la Médaille de la Résistance française. Il s'y déroule chaque 11 novembre une célébration de cet évènement par des élèves et des professeurs.

## Collection

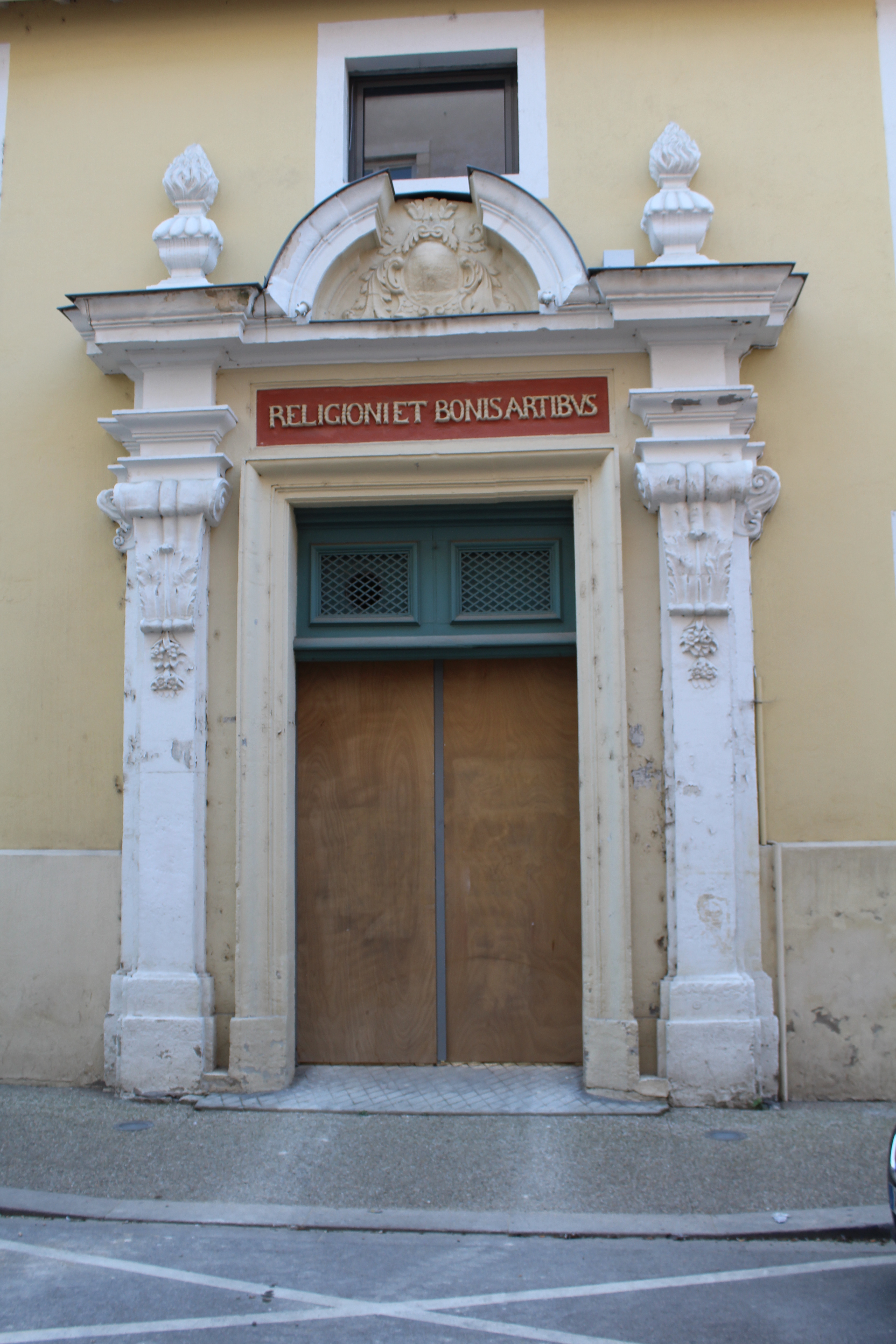
Porte datant du XVIIe siècle.

Le lycée est détenteur de nombreux objets de collection datant parfois du XIXe siècle, comme d'anciens modèles de bobine ou de piles.

## Enseignement

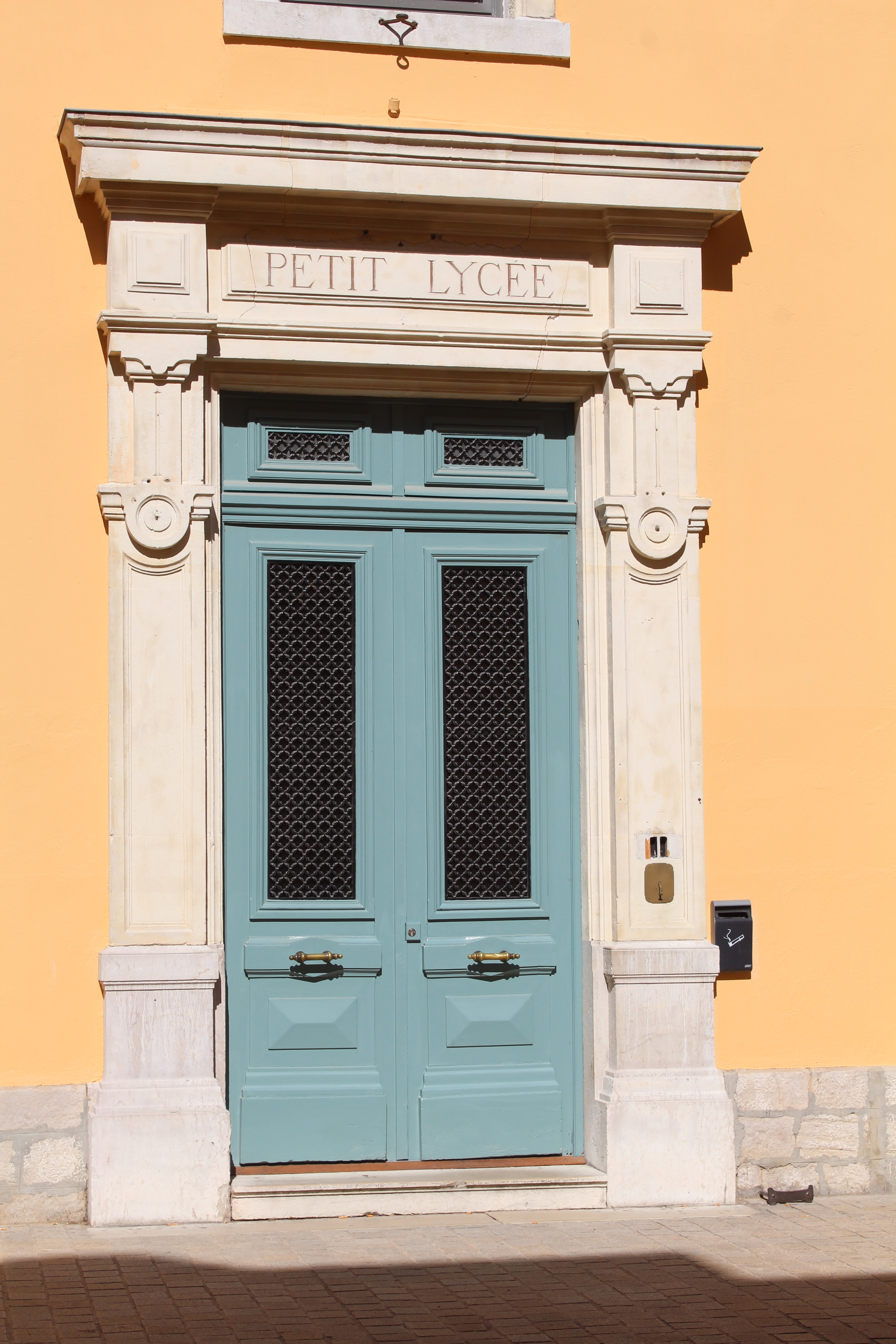
Entrée du petit Lycée.

Le lycée compte un total d'environ 1 250 élèves répartis entre l'enseignement secondaire (de la Seconde à la Terminale) et l'enseignement supérieur (CPGE scientifiques). Le lycée regroupe 10 des 12 spécialités (arts, mathématiques ; numérique et sciences informatiques ; histoire - géographie - géopolitique et sciences politiques; physique - chimie ; sciences de la vie et de la Terre; humanités - littérature - philosophie ; sciences économiques et sociales; langues - littératures et cultures étrangères ; littérature et langues et cultures de l'Antiquité) et il est associé aux lycées Joseph-Marie Carriat (Bourg-en-Bresse), lycée Edgar-Quinet (Bourg-en-Bresse) et lycée agricole Les Sardières (Bourg-en-Bresse) pour proposer le plus grand panel possible de spécialités dans tout le bassin de Bourg-en-Bresse et permettre aux élèves de choisir les spécialités qu'ils veulent sans à avoir besoin de complètement changer de lycée.

### Enseignement secondaire
En 2012, le lycée comptait douze classes de seconde, dix classes de première et dix classes de terminale dont six terminale S, deux terminales L et deux terminales ES.
En 2015, le lycée se classe 7e sur 16 au niveau départemental quant à la qualité d'enseignement, et 841e au niveau national. Le classement s'établit sur trois critères : le taux de réussite au bac, la proportion d'élèves de première qui obtient le baccalauréat en ayant fait les deux dernières années de leur scolarité dans l'établissement, et la valeur ajoutée (calculée à partir de l'origine sociale des élèves, de leur âge et de leurs résultats au diplôme national du brevet).

### Enseignement supérieur
Le lycée abrite trois filières de CPGE scientifiques (MP, PC, PSI). En 2015, L'Étudiant donnait le classement suivant pour les concours de 2014 :
| Filière | Élèves admis dans une grande école* | Taux d'admission* | Taux moyen sur 5 ans | Classement national | Évolution sur un an |
| --- | ----------------------------------- | ----------------- | -------------------- | ------------------- | ------------------- |
| MP / MP* | 0 / 26 élèves                       | 0 %               | 0 %                  | 114eex-æquo sur 114 | =                   |
| PC / PC* | 0 / 25 élèves                       | 0 %               | 0 %                  | 110eex-æquo sur 110 | =                   |
| Source : Classement 2015 des prépas - L'Étudiant (Concours de 2014). * le taux d'admission dépend des grandes écoles retenues par l'étude. En filières scientifiques, c'est un panier de 11 à 17 écoles d'ingénieurs qui a été retenu par L'Étudiant selon la filière (MP, PC, PSI, PT ou BCPST). |                                     |                   |                      |                     |                     |

## Professeurs célèbres
- André-Marie Ampère, professeur au lycée entre 1801 et 1803.

## Personnalités
Parmi les anciens élèves du Lycée Lalande on note : 
- Gustave Doré, illustrateur, peintre et sculpteur français ;
- Charles Blétel, résistant français ;
- Laurent Gerra, imitateur français[7] ;
- François-Yves Guillin, résistant et historien de la Résistance français ;
- Jules Migonney, peintre français ;
- Paul Morin, résistant et maire de Bourg-en-Bresse entre 1989 et 1995 ;
- Pierre-Alexandre Richard, architecte français.